# Мато Косик
Мато Косик (*Mato Kósyk, 18 червня 1853 —†22 листопада 1940) — серболужицький поет, класик нижньолужицької літератури.

## Життєпис
Походив із селянської родини середнього статку. Народився у с. Вербен (сучасна земля Бранденбург, ФРН). Закінчив у своєму селі початкову школу. Після цього з 1867 до 1873 року навчався у гімназії Котбуса, яку не закінчив, влаштувавшись в 1873 році працювати на Лейпцизьку залізницю. В цей час починає складати вірші.
У 1877 році повертається до Вербена, де починає співпрацювати з газетами та журналами як позаштатний кореспондент. У 1880 році призначається редактором часопису «Брамборські новини» (від лужицької назви Бранденбурга). У ці роки співпрацює з нижньолужицькою видавничою просвітницькою організацією «Матиця сербська».
У 1883 році під тиском кепського фінансового становища емігрував до США. Спочатку у Спрінгфілді, а потім в Чикаго вивчав лютеранську теологію. У 1885 році отримав сан пастора, яким працював у Веллсбурзі, штат Айова. У 1886 році повернувся на батьківщину, де намагався знайти роботу священика, проте марно. Тому у 1887 році остаточно перебирається до США.
З цього моменту був пастором у штаті Небраска — у 1887–1889 роках в селах Рідгелей, у 1889–1895 роках — Принцетон, 1895–1896 — Рока, 1896–1897 — Стамфорд, 1897–1907 — Охіова. У 1890 році одружився.
У 1913 році купив ферму в містечку Альбіон (штат Оклахома). У 1929 році його дружина Г. Вер померла. У 1938 році одружився вдруге. Помер у 1940 році.

## Творчість
Літературна діяльність Мато Косика розвивалася під впливом верхньолужицьких представників національного відродження М. Горника, Я. Йордана і А. Муки, а також польського вченого А. Парчевського.
Найбільш плідним періодом творчості були 1878–1883 роки, протягом яких він створив велику кількість ліричних віршів і балад, що увійшли пізніше до циклів «Дитячий рай», «Чиста троянда сербська», «Королівство сербських духів».
До епічних творів Косика відноситься написане гекзаметром «Сербське весілля у Блотах» (1880 рік) і створена у 1881 році історична трилогія «Сербських предків терпіння і слава». Крім прологу і епілогу до неї увійшла частина під назвою «Зрада маркграфа Геро», написана на сюжети стародавніх слов'янських переказів про легендарного Геро, що підступно вбив слов'янських князів.
Після еміграції до США Мато Косик на деякий час припинив складати вірші, але вже у 1890-і роки він написав чимало поетичних творів, які відправляв на баткьівщину. У них часто звучать ностальгічні нотки. Вірші Косик відправляв до Лужиці до 1930-х років.